# 楊濱海
楊濱海（?—?），福建省泉州府晉江縣人，清朝政治人物。嘉慶十三年（1808年）戊辰科二甲進士。道光五年十一月（1825年12月）由福建漳州府儒學教授調任臺灣府儒學教授。